# Mesa (rei de Moabe)

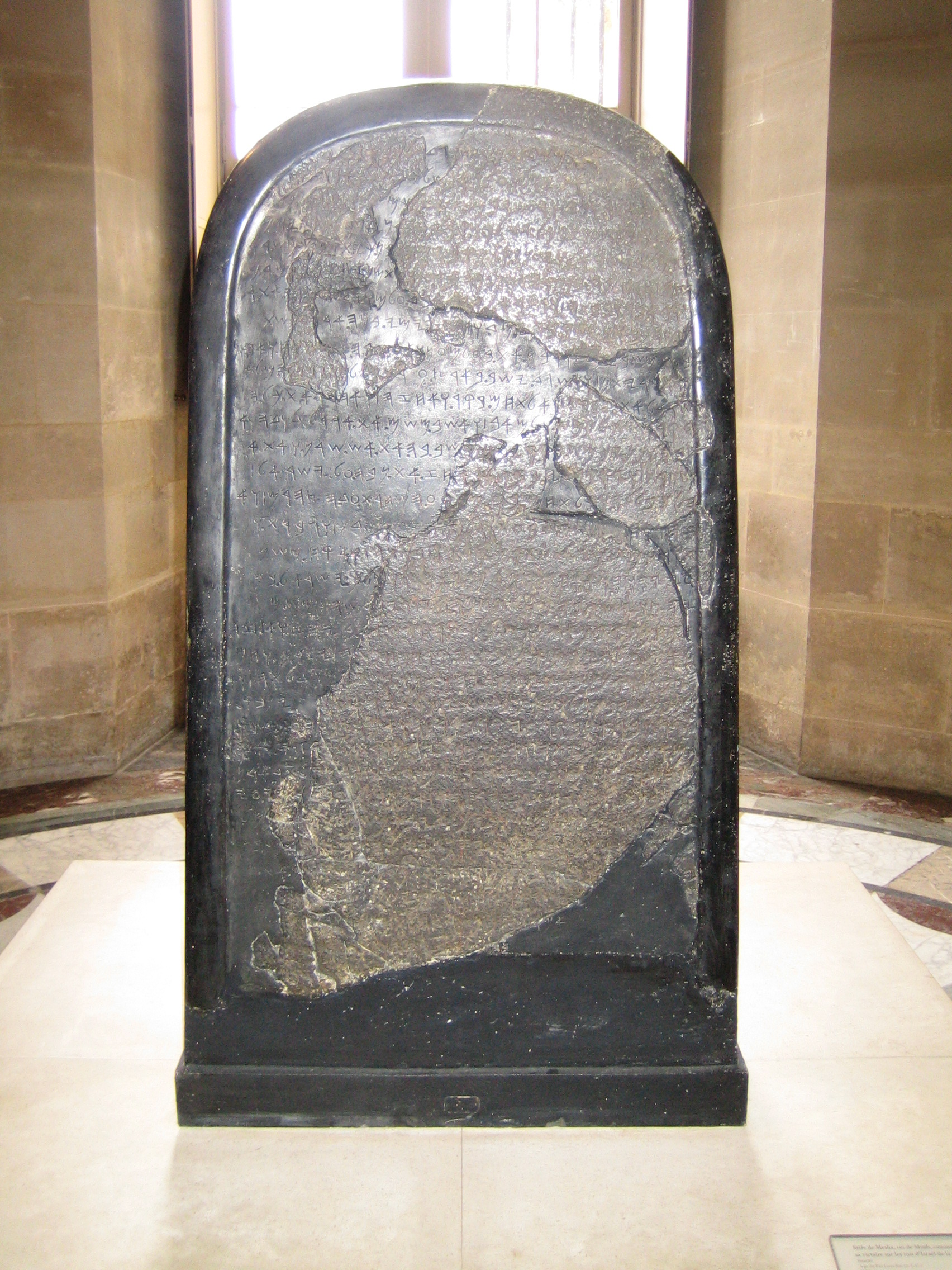
Estela de Mesa no Museu do Louvre.

Mesa (em fenício: 𐤌𐤔𐤏; romaniz.: Mōšaʿ; em hebraico: מֵישַׁע; romaniz.: Mêšaʿ) foi um rei de Moabe que pagava tributo a Israel mas se rebelou e derrotou uma aliança de Jorão de Israel e Josafá de Judá. A campanha de Israel e Judá contra Moabe é contada no segundo livro de Reis, da Bíblia, e na Pedra Moabita.

## Geopolítica
A situação na Síria e Canaã, naquela época, era bem crítica. Onri e Acabe haviam organizado uma coligação entre Israel, Judá, Síria e Canaã, que resistiu às primeiras investidas da Assíria. Moabe e Edom eram estados submissos a Israel desde a época de Davi.

## Reinado
Mesa era criador de ovelhas, e pagava tributo a Israel em lã, mas se rebelou após a morte de Acabe.

## Guerra contra Israel
Jorão de Israel convocou Josafá, rei de Judá, e o rei de Edom  para atacarem Moabe, através do deserto de Edom.
Após uma jornada de sete dias, não havia mais água para o exército, e os reis pediram ajuda ao profeta Eliseu, filho de Safate, o sucessor de Elias. Eliseu, de início, se recusou, por causa da idolatria do rei de Israel, mas decidiu ajudar por causa de Josafá. No dia seguinte, a terra se encheu de água.
Moabe, vendo o exército atacante, convocou todos homens em idade de pegar em armas, e vendo as águas vermelhas como sangue, acreditaram que os reis haviam lutado entre si, e atacaram, sendo porém derrotados pelos israelenses.
Os israelenses e aliados, então, arrasaram as cidades moabitas, destruíram as fontes de água e cortaram as árvores, e sitiaram Quir-Haserate. Mesa tentou, com setecentos homens, abrir caminho até o rei de Edom, sem sucesso; em seguida ele sacrificou seu filho primogênito ao deus moabita Quemós, o que fez Israel se retirar, por o sacrifício ter causado "grande ira divina sobre Israel" da parte do deus pagão.